# Курайш
Курайш (араб. قريش — Курайшиты) — сто шестая сура Корана. Сура мекканская.  Состоит из 4 аятов.

## Содержание
В суре рассказывается о том, что Аллах был милостивым к курайшитам, даровав им свой Запретный дом, который он защитил от врагов. Он поселил их у этого Дома, обеспечив им безопасность и достоинство; и они совершали путешествия по торговым делам, отправляясь с караванами. Никто не угрожал им, и никто не нападал на них во время этих поездок, в то время как люди, жившие в ближайших окрестностях, подвергались грабительству.

Ради единения курейшитов, ۝ единения их во время зимних и летних поездок. ۝ Пусть же они поклоняются Господу этого Дома (Каабы), ۝ Который накормил их после голода и избавил их от страха.—  106:1—4 (Кулиев)